# Адміністративний поділ Північно-Західного федерального округу
Північно-Західний федеральний округ поділяється на 2 республіки, 7 областей, 1 місто, 1 автономний округ.
| №п/п                        | Регіон суб'єкт федерації | Площа (км²) | Населення 9 жовтня 2002 | Центр            | Склад | Докладніше |
| Республіки                  |                          |             |                         |                  | |            |
| 1                           | Карелія                  | 172 400     | 717 000                 | Петрозаводськ    | 16 районів і 7 міст                                                                                          | докладніше |
| 2                           | Комі                     | 415 900     | 1 019 000               | Сиктивкар        | 12 районів і 8 міст                                                                                          | докладніше |
| Області                     |                          |             |                         |                  | |            |
| 1                           | Архангельська            | 587 400     | 1 336 000               | Архангельськ     | 20 районів і 8 міст                                                                                          | докладніше |
| 2                           | Вологодська              | 145 700     | 1 270 000               | Вологда          | 26 районів і 4 міста                                                                                         | докладніше |
| 3                           | Калінінградська          | 15 100      | 943 000                 | Калінінград      | 13 районів і 6 міст                                                                                          | докладніше |
| 4                           | Ленінградська            | 84 000      | 1 671 000               | Санкт-Петербург  | 17 районів і 20 міст                                                                                         | докладніше |
| 5                           | Мурманська               | 144 900     | 893 000                 | Мурманськ        | 5 районів і 13 міст                                                                                          | докладніше |
| 6                           | Новгородська             | 55 300      | 695 000                 | Великий Новгород | 21 район і 3 міста                                                                                           | докладніше |
| 7                           | Псковська                | 55 300      | 761 000                 | Псков            | 24 райони і 2 міста                                                                                          | докладніше |
| Автономні округи            |                          |             |                         |                  | |            |
| 1                           | Ненецький                | 176 700     | 42 000                  | Нар'ян-Мар       | 1 місто | докладніше |
| Міста федерального значення |                          |             |                         |                  | |            |
| 1                           | Санкт-Петербург          | 1 433       | 4 669 000               | Санкт-Петербург  | 20 районів і 1 місто                                                                                         | докладніше |
|                             | Разом                    | 1 677 900   | 13 974 000              | Санкт-Петербург  | 154 районів і 73 міста у складі 2 республік, 7 областей, 1 автономних округів, 1 місто федерального значення |            |

Нотатки:

1. ↑     До складу Архангельської області входить Ненецький автономний округ.
2. ↑     Адміністративний центр — місто Санкт-Петербург не входить до складу Ленінградської області.
3. ↑     Ненецький автономний округ входить до складу Архангельської області.